# Lex loci celebrationis
El término latino lex loci celebrationis aplicado al derecho internacional privado quiere decir: "ley del lugar donde se celebró el matrimonio". Se utiliza en el derecho internacional privado para determinar qué ley de fondo se aplicará a un caso determinado. Dependiendo de que ley se aplique el resultado será diferente.
- Datos: Q6537626